# Gródek (powiat hrubieszowski)
Gródek (Gródek Nadbużański, dawniej: Gródek Nadbużny) – wieś w Polsce położona w województwie lubelskim, w powiecie hrubieszowskim, w gminie Hrubieszów. 
| SIMC    | Nazwa          | Rodzaj    |
| ------- | -------------- | --------- |
| 0889203 | Gródek-Kolonia | część wsi |

Wieś jest sołectwem w gminie Hrubieszów. Według Narodowego Spisu Powszechnego (III 2011) liczyła 319 mieszkańców i była piętnastą co do wielkości miejscowością gminy Hrubieszów.
Wierni Kościoła rzymskokatolickiego należą do parafii Ducha Świętego w Hrubieszowie.

## Historia
Prowadzone od 1934 roku badania archeologiczne odkryły osadę kultury pucharów lejkowatych datowaną na okres 3100–2500 p.n.e. Wykopaliska prowadzono również na cmentarzysku kultury łużyckiej z początku I tysiąclecia p.n.e., gdzie wydobyto wiele popielnic z prochami zmarłych. Wznowione przez Andrzeja Kokowskiego z UMCS wykopaliska archeologiczne ujawniły gockie osadnictwo istniejące w Kotlinie Hrubieszowskiej ponad 200 lat z kilkoma cmentarzyskami i śladami znacznych osad, które zachowały ciągłość aż do przybycia Słowian. Odkryto również pochówek wojownika w pełnym uzbrojeniu z okresu XI wieku.
Za relacją Długosza umiejscawiany jest w Gródku gród Wołyń (siedziba plemienia Bużan, która dała nazwę całej krainie na prawym brzegu górnego Bugu), pod którym w 1018 miała miejsce bitwa pomiędzy wojskami Bolesława Chrobrego i Jarosława Mądrego . Gród został zniszczony przez najazd mongolski w 1241 . 
Wieś po raz pierwszy wzmiankowana w dokumencie fundacyjnym króla Władysława Jagiełły z 1400 kościoła p.w. Wniebowzięcia NMP i parafii w Hrubieszowie . W II połowie XVI wieku należała do Łysakowskich, a w XVIII w. do Ciechowskich . W 1578 wieś miała jedynie 2,5 łana (42 ha) gruntów uprawnych . W 1725 powstał klasztor bazylianów działający do 1787. Po jego likwidacji cerkiew monasterska pozostała czynna jako parafialna. Gródek zwiedzał Zorian Dołęga-Chodakowski, który także lokalizował tu gród Wołyń.
W 1847 miejscowość miała należeć do Joanny Gródeckiej . Według spisu z 1827 liczyła 52 domy i 353 mieszkańców . Na początku XIX w. cerkiew zastąpiono nowa świątynią, która działała jako unicka do kasaty eparchii chełmskiej w 1875, następnie do 1914 była parafialną cerkwią prawosławną. 
Wg spisu z 1921 Gródek miał 79 domów oraz 486 mieszkańców, w tym 398 Ukraińców i 30 Żydów . Władze II Rzeczypospolitej nie wyraziły zgody na ponowne otwarcie cerkwi, a w 1938 jej budynek rozebrano w toku akcji rewindykacyjno-polonizacyjnej. Z cerkwią związany jest cmentarz prawosławny, użytkowany do końca II wojny światowej, a następnie porzucony w związku z wywiezieniem ludności tego wyznania. 
W latach 1975–1998 miejscowość należała administracyjnie do województwa zamojskiego. 

## Szlaki turystyczne
Nadbużański szlak rowerowy